# Нижня Слудка (Нижньогородська область)
Нижня Слудка (рос. Нижняя Слудка) — присілок в Ветлузькому районі Нижньогородської області Російської Федерації.
Населення становить 1 особу. Входить до складу муніципального утворення Макар'євська сільрада.

## Історія
Від 2009 року входить до складу муніципального утворення Макар'євська сільрада.

## Населення
| 1999 | 2002 | 2010 |
| ---- | ---- | ---- |
| 4    | ↘3   | ↘1   |